# Ximena Palomino
Ximena Fernanda Palomino Cosio (Lima, 1 de febrero de 1993) es una actriz y cantante peruana. Es más conocida por los roles estelares de Alicia Huayta en En la piel de Alicia, de Belén Zambrano en Ojitos hechiceros, de Abril Polar en Cumbia pop, de Aurora Rosales en Brujas, y más recientemente como Yesenia Quesada, alias "La quesera" en la teleserie Al fondo hay sitio.

## Biografía

### Primeros años
Nacida en la capital Lima el 1 de febrero de 1993, realizó sus estudios escolares en el Colegio Peruano Alemán Alexander von Humboldt. Posteriormente estudió la carrera de ciencias de la comunicación en la Universidad de Lima, de la cual no la concluyó, para luego dedicarse a la actuación. Para su formación, recibió clases en el Teatro de la Pontificia Universidad Católica del Perú, siendo egresada ejerciendo la profesión, además de presentarse como bailarina en el show musical Mandrágora.

### Carrera actoral
En 2015, debutó en la actuación con la obra teatral Anastasia. Además, tuvo una participación especial en el musical Gallina pintadita. 
En 2018, fue incluida en la miniserie Cumbia pop, en el papel de la monja Abril Polar, quien viene ser la hija biológica del antagonista, el comisario Lucio Santana (interpretado por el primer actor Roberto Moll), además de interpretar conocidos temas para el trama.
En 2019, alcanzó la fama gracias por asumir el rol protagónico de la telenovela En la piel de Alicia, interpretando a la joven universitaria Alicia Huayta, quien sufrió un accidente tras salir de una discoteca donde fue llevada por una amiga, tras haber ingresado a la universidad. Además participó en la segunda temporada de serie musical Ojitos hechiceros como Belén Zambrano, y saltó a la fama internacional participando en la serie Bia de la cadena Disney Channel Latinoamérica, en el papel secundario de Olivia.
Por otro lado en el cine, participó en 2017 en la película Larga distancia, obteniendo el rol coprotagónico, y en 2020 en el film de comedia Buscando novia, basado en la obra homónima escrita por el periodista Renato Cisneros. 
En 2021, colaboró con la productora ProTV siendo incluida en el reparto de la serie cómica Junta de vecinos como Lucía Domínguez, quien sería la pareja de Sebastián Morales de la Colina (interpretado por el actor Andrés Wiese).
Tras su participación en la serie mencionada, en 2022 protagonizó, junto a la actriz peruana Magdyel Ugaz y el cantante argentino Benjamín Amadeo, la película de comedia Encintados, en el papel de Martina.
En 2023, Ximena participó siendo jurado en el concurso Talento peruano que se respeta.
En 2025, participó en la película No te mueras por mí, donde tuvo el papel protagónico al lado de Juan Carlos Rey de Castro.

## Filmografía

### Televisión

#### Series y telenovelas
| Año       | Título                                      | Personaje                     | Notas                                        | Ref. |
| --------- | ------------------------------------------- | ----------------------------- | -------------------------------------------- | ---- |
| 2018      | Cumbia pop                                  | Abril Polar Díaz              | Reparto principal                            |      |
| 2018–2019 | Ojitos hechiceros: Un amor a prueba de todo | Belén Zambrano Quispe         | Reparto principal                            |      |
| 2019      | En la piel de Alicia                        | Alicia Huayta Izquierdo       | Protagonista                                 |      |
| 2019      | Bia                                         | Olivia                        | Invitada especial                            |      |
| 2020      | La rosa de Guadalupe Perú                   | Katia                         | Protagonista (Episodio: «Así no es el amor») |      |
| 2025      | La rosa de Guadalupe Perú                   | Hortensia / Karina Hinostroza | Protagonista (Episodio: «Dulce veneno»)      |      |
| 2025      | La rosa de Guadalupe Perú                   | Carla (adulta)                | Antagonista (Episodio: «Superar con amor»)   |      |
| 2021–2022 | Junta de vecinos                            | Lucía Fernández               | Reparto principal                            |      |
| 2024      | Un día para vivir                           | Marsha                        | Protagonista (Episodio: «Vida pasada»)       |      |
| 2025      | Brujas                                      | Aurora Rosales Palomino       | Protagonista                                 |      |
| 2025      | Al Fondo hay Sitio                          | Yesenia Quesada               | Personaje recurrente                         |      |

### Cine
- The Border Baby como Darinka (Rol principal).
- No te mueras por mí (2025) como Emma Castro (Rol protagónico).
- Asu mare, los amigos (2023) como Melissa (Rol principal).[13]
- Encintados (2022) como Martina (Rol protagónico).
- Busco novia (2022) como Macarena (Participación especial).
- Larga distancia (2022) como Luana (Rol principal).[14]
- Sí, mi amor (2020) como Britany (Rol principal).

### Teatro
- Cómo Olvidar a Tu Ex (2025) como Coni (Rol principal).
- Pedro Navaja (2024) como Josefina Wilson "Fina" (Rol principal).
- Ojitos hechiceros: El musical (2019) como Belén Zambrano (Rol principal).
- El hombre seco (2018)
- Hadas (2017)
- Fiebre de sábado por la noche (2016)
- Cualquiera (2016)
- Gallina pintadita, el musical (2016)
- Anastasia (2015)

## Discografía

### Canciones conOjitos hechiceros
- Te encontré (con Nikko Ponce y Martín Velásquez)
- Siento (con Gina Yangali)
- Dónde estará
- El amor (con Pablo Heredia y Martín Velásquez)

### Canciones conCumbia pop
- Amándote (con Fabrizio Solari y Mario Cortijo)
- Dime si esto es amor (con Erick Elera)

### Otros sencillos
- Veinte veinte (con Anahí de Cárdenas y Pablo Heredia)[15]